# Daniela Guajardo Cornejo
Daniela Guajardo, (Curicó, Regió del Maule, 23 de juny de 1990), és una estudiant, esportista i ciclista xilena.
És estudiant d'enginyeria comercial de la Universidad de Chile. Va ser medallista panamericana per ciclisme, sent seleccionada nacional xilena.
El 2009 va patir un accident en ser atropellada pel per un òmnibus del Transantiago l'accident la va deixar amb diverses fractures, però després de la rehabilitació no es va retirar de l'esport.

## Palmarès
- 2008
  -  Campiona de Xile júnior en ruta
  - Medalla de plata als Campionats Panamericans en Velocitat per equips[3]
- 2012
  - Medalla de plata als Campionats Panamericans en Scratch
  - Medalla de bronze als Campionats Panamericans en Puntuació
- 2014
  -  Campiona de Xile en contrarellotge
  - Medalla de bronze als Campionats Panamericans en Scratch[4]
- 2015
  -  Campiona de Xile en contrarellotge
  - Medalla de bronze als Campionats Panamericans en Persecució per equips